# 神奇寶貝劇場版：決戰時空之塔 帝牙盧卡VS帕路奇犽VS達克萊伊
《決戰時空之塔 帝牙盧卡VS帕路奇亞VS達克萊伊》，是寶可梦動畫的第十部電影版、同時也是鑽石&珍珠系列的第一部電影版。其中「決戰時空之塔」是台灣群英社在引進時自行加上的副標題。本作以「撼動時空的最強對決，即將展開！」作為標語。

## 劇情大綱
小智一行人抵達了小光預備參加宝可梦華麗大賽的白楊鎮，在那裡他們認識了駕駛熱氣球的在地女子艾莉絲、其青梅竹馬東尼歐，以及艾伯特男爵。由於艾伯特男爵認定隱居於城鎮庭園中的黑暗宝可梦-達克萊伊是近日來破壞城鎮的元兇，並準備討伐牠。
然而東尼歐的想法卻不同，他偵測到在白楊鎮的上方有一股異常的衝擊波，而那正是傳說中分別掌控時間的帝牙盧卡與空間的帕路奇犽這兩大傳說中的宝可梦在次元夾縫中大戰所造成；而達克萊伊的攻擊正是為了讓牠們遠離這座城鎮。隨著兩大神之宝可梦的爭鬥越來越激烈，終於在白楊鎮的名景「時空之塔」的上方產生了空間裂縫，戰場也隨之轉移到了白楊鎮。小智他們該如何阻止這場危機？而眾人對達克萊伊的誤解又會如何化解？好看又刺激的一場爭鬥即將展開！

## 故事舞臺
- 白楊鎮：達克萊伊及艾莉絲等人所居住的地方。其景色主要取材自加泰羅尼亞巴塞羅那；而時空之塔的造型則是戲仿聖家堂，動畫中還刻意表示其為高迪所設計。

## 主要登場人物
| 角色       | 配音員                      | 配音員                | 配音員 | 介紹 |
| 角色       | 日本                        | 香港                  | 臺灣   | 介紹 |
| ---------- | --------------------------- | --------------------- | ------ | ---- |
| 小智       | 松本梨香                    | 陳凱婷                | 汪世瑋 |      |
| 小光       | 豐口惠                      | 鄭麗麗                | 林美秀 |      |
| 小剛       | 上田祐司                    | 李錦綸                | 正昇   |      |
| 東尼歐     | 山本耕史 阪口大助(童年)     | 何浚尉 陳安瑩（童年） | 李世揚 |      |
| 艾莉絲     | 加藤羅莎 能登麻美子（童年） | 江若琳                | 許淑嬪 |      |
| 艾伯特男爵 | 山寺宏一                    | 黃榮璋                | 孫誠   |      |
| 武藏       | 林原惠                      | 黃麗芳                | 詹雅菁 |      |
| 小次郎     | 三木真一郎                  | 陳卓智                | 吳東原 |      |
| 喵喵       | 犬山犬子                    | 梁偉德                | 汪世瑋 |      |

### 宝可梦
- 土台龜（日本：馬場裕之）
- 小火焰猴（香港：沈小蘭）
- 烈焰猴
- 帝王拿波（日本：三宅健太；香港：葉振聲）
- 大舌舔
- 艾路雷朵（香港：李致林）

### 傳說中的宝可梦
- 帝牙盧卡
- 帕路奇亞
- 達克萊伊（日本：石坂浩二；香港：葉振聲；台灣：林谷珍）
  - 幾年前被艾莉絲奶奶打開心防，因此定居於白楊鎮庭園。其讓人做惡夢的特性令居民不敢接近，一直被居民嫌棄，但是達克萊伊很少在人前現身。最先發現兩大神奇寶貝將現身白楊鎮，想盡辦法阻止，結果在阻擋攻擊時肉體灰飛湮滅，之後小智和小光利用時空之塔演奏奧拉席翁停止攻擊、並說服帕路奇亞後危機得以解除。但是小智等人卻為了達克萊伊犧牲性命的事悲傷不已，本來是帶著眼淚默默離去，然而皮卡丘看到時空之塔上有一道站立的影子，小智等人這才知道－原來達克萊伊沒死。

## 主題曲

### 片頭曲
| 曲名                           | 作詞        | 作曲     | 編曲     | 歌                          |
| ------------------------------ | ----------- | -------- | -------- | --------------------------- |
| 「Together2007」               | D&P Project | Rie      | 西脇辰彌 | 秋本文惠（Pikachu Records） |
| 繪圖賞曲：「」（夏天嗎SUKA？） | NATUS-BOY   | 田中宏和 | 田中宏和 | ，演奏&合唱：淺草&          |

### 片尾曲
日本
| 曲名                                 | 作詞                                       | 作曲                                       | 編曲 | 歌                                         |
| ------------------------------------ | ------------------------------------------ | ------------------------------------------ | ---- | ------------------------------------------ |
| 「」（Be With You 〜我會在你身邊〜） | Espen Lind/Amund Biorklund/Magnus Rostadmo | Espen Lind/Amund Biorklund/Magnus Rostadmo |      | 莎拉·布萊曼、Chris Thompson（EMI音樂日本） |

台灣
（在你的身邊 ～小光的主題曲～）
香港
「祈禱」

### 插曲
 (The theme of Oracion)
編曲：宮崎慎二

## 工作人員
- 原案：田尻智、增田順一、杉森健
- 總監：石原恒和
- 動畫監修：小田部羊一
- 執行製作：久保雅一、伊藤憲二郎
- 製作：吉川兆二、深澤幹彦、岡本順哉、盛武源
- 動畫製作：奥野敏聡、神田修吉
- Associate producer：川原章三、岩田圭介、山內克仁、野本岳志、山下善久、弓矢政法、紀伊高明
- 製作：龜井修、陣內弘之、富山幹太郎、芳原世幸、橋荘一郎、原口宰、八木正男
- 劇本：園田英樹
- 分鏡：湯山邦彦
- 分鏡協力：志村錠兒、高橋ナオヒト、木村哲、淺田裕二
- 演出：飯島正勝、高橋、吉川博明、浅田裕二、関本善信
- 角色設計：毛利和昭、山田俊也
- 設定作業：石本剛啓、田中俊成、近永健一、伊藤和巳、井上、一石小百合、松原德弘、田口廣一
- 總作畫監督：毛利和昭、佐藤和巳
- 作畫監督：井上、相澤昌弘、松本卓也、佐藤陵、高橋英吉、志村隆行、宮中明、田口廣一、堺美和、田島功光
- 動化檢查：榎本富士香
- 動畫檢查助理：室岡辰一、齋藤友希、大野美菜、武市直子
- 色彩設計：佐藤美由紀、吉野記通
- 顏色指定：吉田春加、後藤、齊藤知津江
- 檢査：塚田真由美、野上亞希子、奧井惠美子、伊藤敦子、中尾總子
- 特殊效果：太田憲之、田中
- 數位化協調：大竹研次
- 美術監修：金村勝義
- 美術監督：秋葉
- CG作業：高尾克己
- 攝影監督：水谷貴哉
- 2D合成導演：池田新助
- CGI監督：佐藤誠
- CGI製作：坂美佐子
- 音樂：宮崎慎二
- 音樂製作：篠原一雄、齋藤裕二
- 音響監督：三間雅文
- 音響製作：南澤道義、西名武
- 製作擔當：小板橋司
- 制作主任：龜井康輝、大杉善信
- 設定制作：新田典夫
- 制作：小學館Production
- 動畫製作：OLM
- 監督：湯山邦彦
- 製作：Pikachu Project

## 票房
票房合共達50.2億日圓，高居2007年日本動畫電影之冠。若以同年度國產電影做比較，則排名僅次於由木村拓哉所主演的《HERO》電影版(票房81億日圓)，位居第二。

## 關聯項目
- 神奇寶貝動畫版
- 神奇寶貝動畫電影版
- 神奇寶貝動畫登場人物

## 外部連結
- （日語）電影介紹 （页面存档备份，存于）
- 互联网电影数据库（IMDb）上《神奇寶貝劇場版：決戰時空之塔 帝牙盧卡VS帕路奇犽VS達克萊伊》的资料（英文）
- Yahoo奇摩電影上《神奇寶貝劇場版：決戰時空之塔 帝牙盧卡VS帕路奇犽VS達克萊伊》的資料（繁體中文）
- 開眼電影網上《神奇寶貝劇場版：決戰時空之塔 帝牙盧卡VS帕路奇犽VS達克萊伊》的資料（繁體中文）
- 时光网上《神奇寶貝劇場版：決戰時空之塔 帝牙盧卡VS帕路奇犽VS達克萊伊》的資料（简体中文）
- 豆瓣电影上《神奇寶貝劇場版：決戰時空之塔 帝牙盧卡VS帕路奇犽VS達克萊伊》的資料 （简体中文）